# Marta Hoepffnerová
Marta Hoepffnerová, německy Marta Hoepffner (4. ledna 1912 Pirmasens – 3. dubna 2000 Lindenberg im Allgäu) byla německá fotografka a výtvarná umělkyně. Je známá svou abstraktní a experimentální fotografií.

## Životopis
Hoepffnerová se narodila  v dobře situované a uměnímilovné měšťanské rodině v Pirmasens, k rodinné společnosti patřil například Hugo Ball, jeden ze zakladatelů hnutí dada. Rodiče podporovali Martino kreslířské a malířské vzdělávání, v lyceu se Marta Hoepffnerová zajímala také o přírodní vědy.
Roku 1927 se rodina přestěhovala do Frankfurtu nad Mohanem. Tam Marta v letech 1929 až 1933 studovala na Städelově střední umělecké škole, pozdějším Städelově institutu, o ní později vyprávěla  u Willyho Baumeistera. Studia uzavřela na Vysoké škole výtvarných umění ve Stuttgartu. Zúčastnila se projektu Neue Frankfurter Projekt. Promovala v roce 1933. V roce 1934 založila v této škole dílny pro uměleckou fotografii. 
Během druhé světové války Hoepffnerová zůstala v Německu a pracovala jako ilustrátorka pro časopis Das Illustrierte Blatt. Měla tehdy vzácnou možnost užívat barevnou fotografii, ale musela se podřídit režimu, portrétovala německé vojáky, nacistické politiky a válečná bojiště. 
Po válce začala Hoepffnerová experimentovat s fotografickými technikami, vytvářela barevné fotogramy. Později fotografii vyučovala ve vlastní fotografické škole v Hofheimu am Taunus spolu se svou partnerkou, fotografkou Irmou Schoeffersovou a se svou sestrou Madeleine Hoepffnerovou. přátelila se s tamní uměleckou komunitou, v níž byli Ida Kerkovius, Hanna Bekker vom Rath, Marie-Luise Kaschnit, Ernst Wilhelm Nay a Karl Schmidt-Rottluff. 
Hoepffnerová zemřela 3. dubna v Lindenbergu im Allgäu.

## Dílo a odkaz
- Její díla jsou zastoupena nejlépe ve sbírkách Metropolitního muzea umění v New Yorku, Národní galerie umění, ve Städelově muzeu ve Frankfurtu nad Mohanem. V roce 2021 byly fotogramy Hoepffnerové zařazeny do výstavy Ženy v abstrakci v Centre Pompidou v Paříži.
- Od roku 2002 je významným fotografkám udělována „Cena Marty Hoepffnerové za fotografii“.

## Galerie

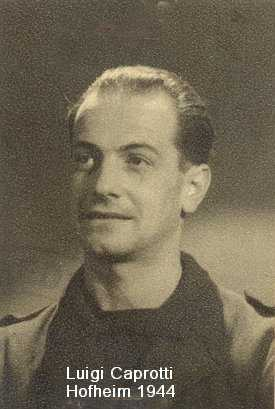
Luigi-Caprotti, 1944
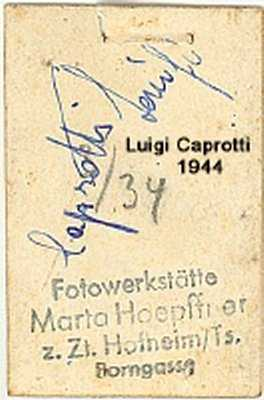
Revers fotografie